# Disneyland
Disneyland je tematický zábavní park v Anaheimu, Kalifornie, USA. Byl otevřen 17. července 1955. Park provozuje společnost The Walt Disney Company. V roce 2016 jej navštívilo 17,9 milionu lidí. Celková návštěvnost od otevření přesáhla 650 milionů. Park má hvězdu na Hollywoodském chodníku slávy.

## Historie
Ve třicátých letech 20. století plánoval Walt Disney postavit malý zábavní park v sousedství svých studií v Burbanku, na pozemku o rozloze asi tří hektarů (osm akrů). Plán byl odložen vinou druhé světové války. V roce 1953 začal Disney hledat vhodnou lokalitu, tentokrát už s požadovanou rozlohou 100 akrů (40 ha). Pozemek měl být v metropolitní oblasti Los Angeles, dosažitelný po dálnici. Vybraný a zakoupený pozemek u Anaheimu, pomerančový sad, měl nakonec rozlohu 160 akrů (65 ha). Výstavba parku na něm byla zahájena 21. července 1954, a stála 17 milionů dolarů. Disney pro park navrhl pět tematicky odlišných oblastí:
- Main Street USA, americká ulice z přelomu 19. a 20. století
- Adventureland, exotická tropická oblast
- Frontierland, americký západ v době pionýrských výprav a osidlování
- Fantasyland, pohádková oblast se zámkem
- Tomorrowland, který měl obsahovat „divy budoucnosti“

Disney osobně na výstavbu dohlížel, a staveniště navštěvoval několikrát týdně. Když zjistil, že návrh ostrova Toma Sawyera neodpovídá jeho představám, osobně plány přepracoval.
Park byl slavnostně otevřen 17. července 1955. Do roku 1965 ho navštívilo 50 milionů lidí.

## Další parky provozované Walt Disney Company
- Walt Disney World, Orlando, Florida, USA
- Eurodisneyland, Paříž, Francie
- Hong Kong Disneyland, Hongkong, Čína
- Tokyo Disneyland, Tokio, Japonsko
- Disneyland Šanghaj

## Galerie obrázků

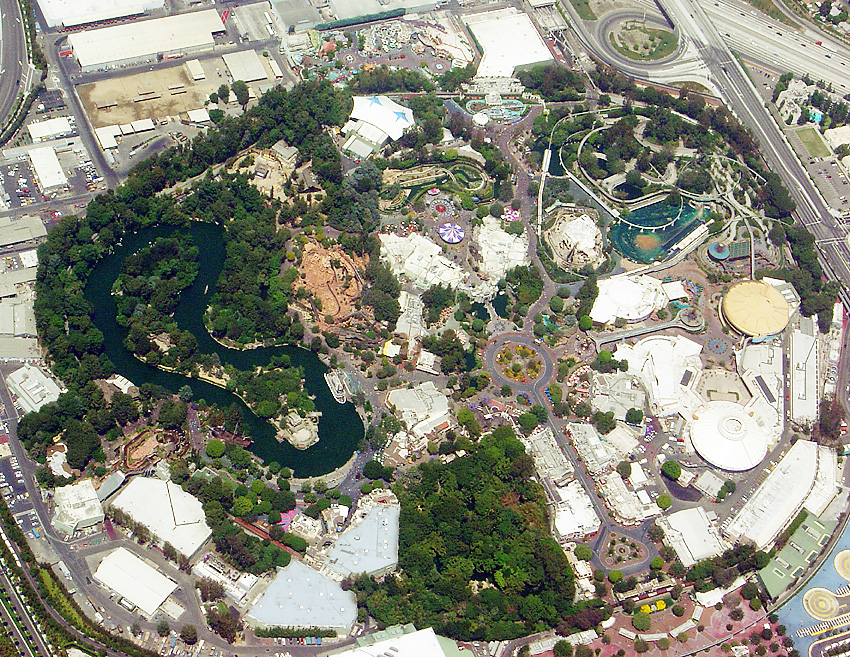
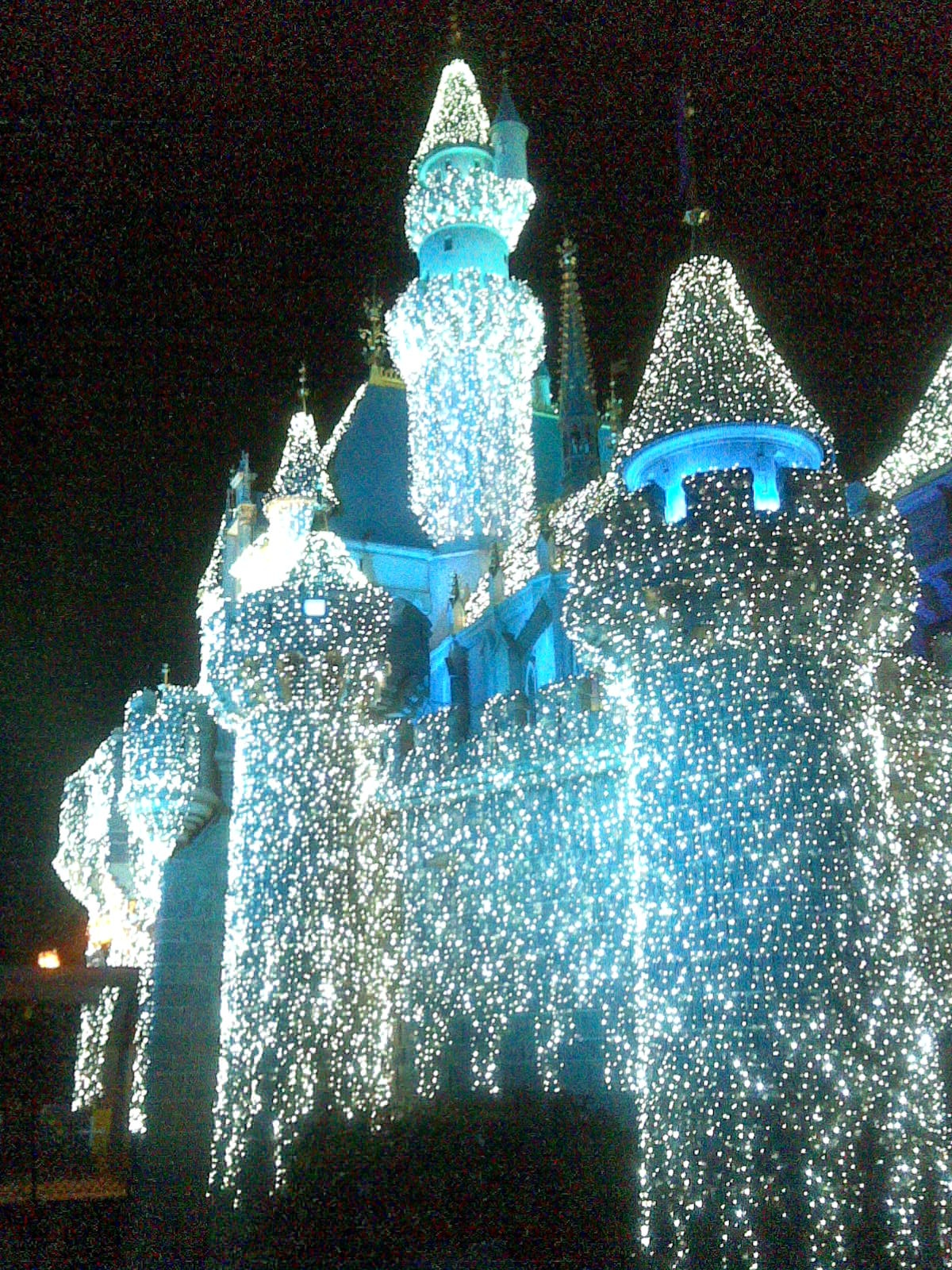
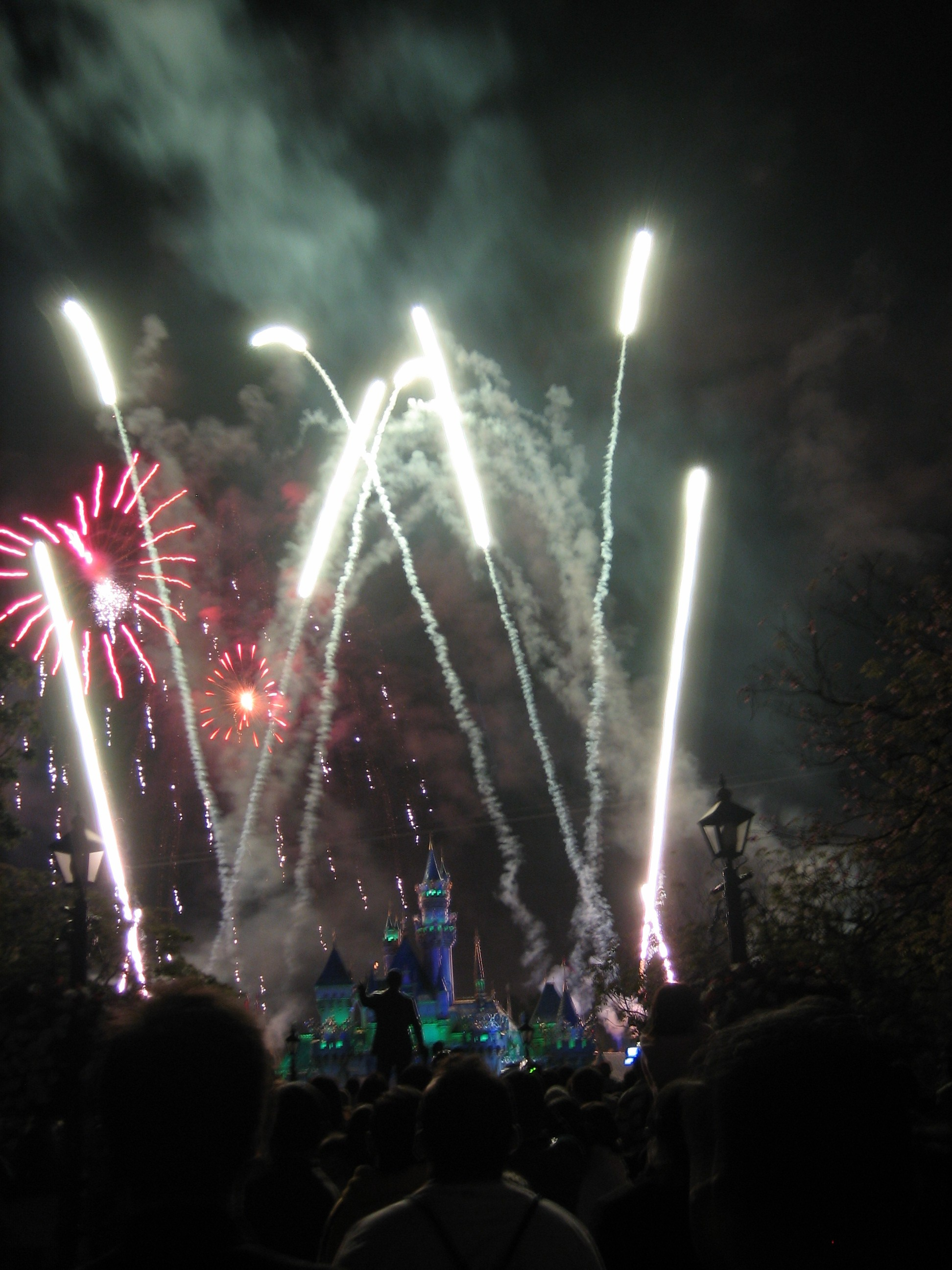
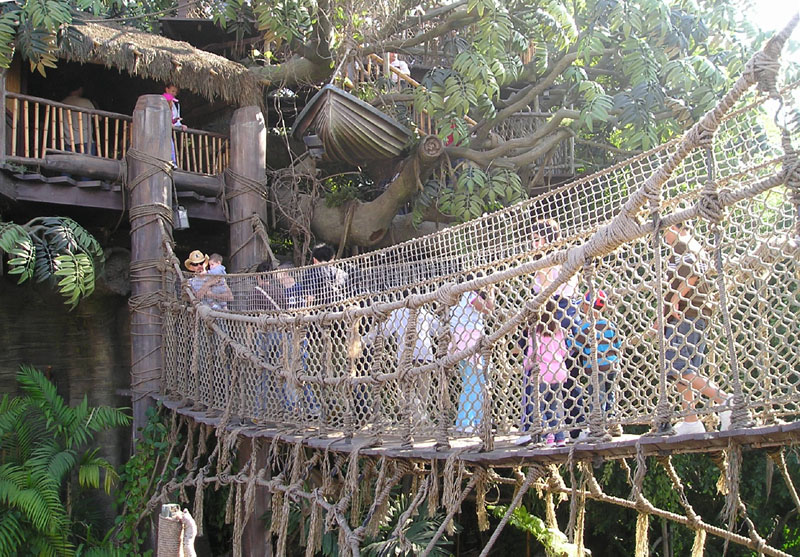
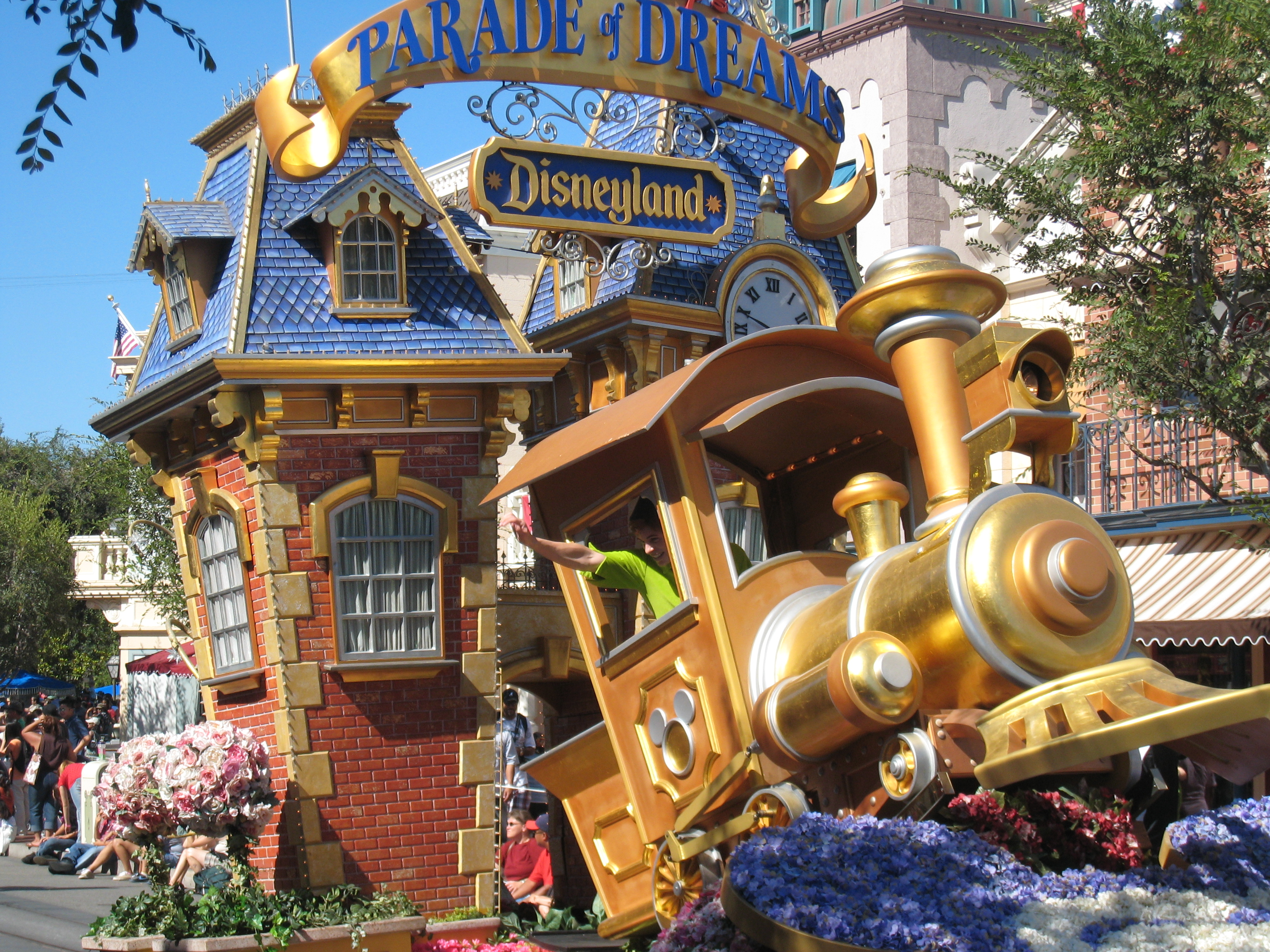
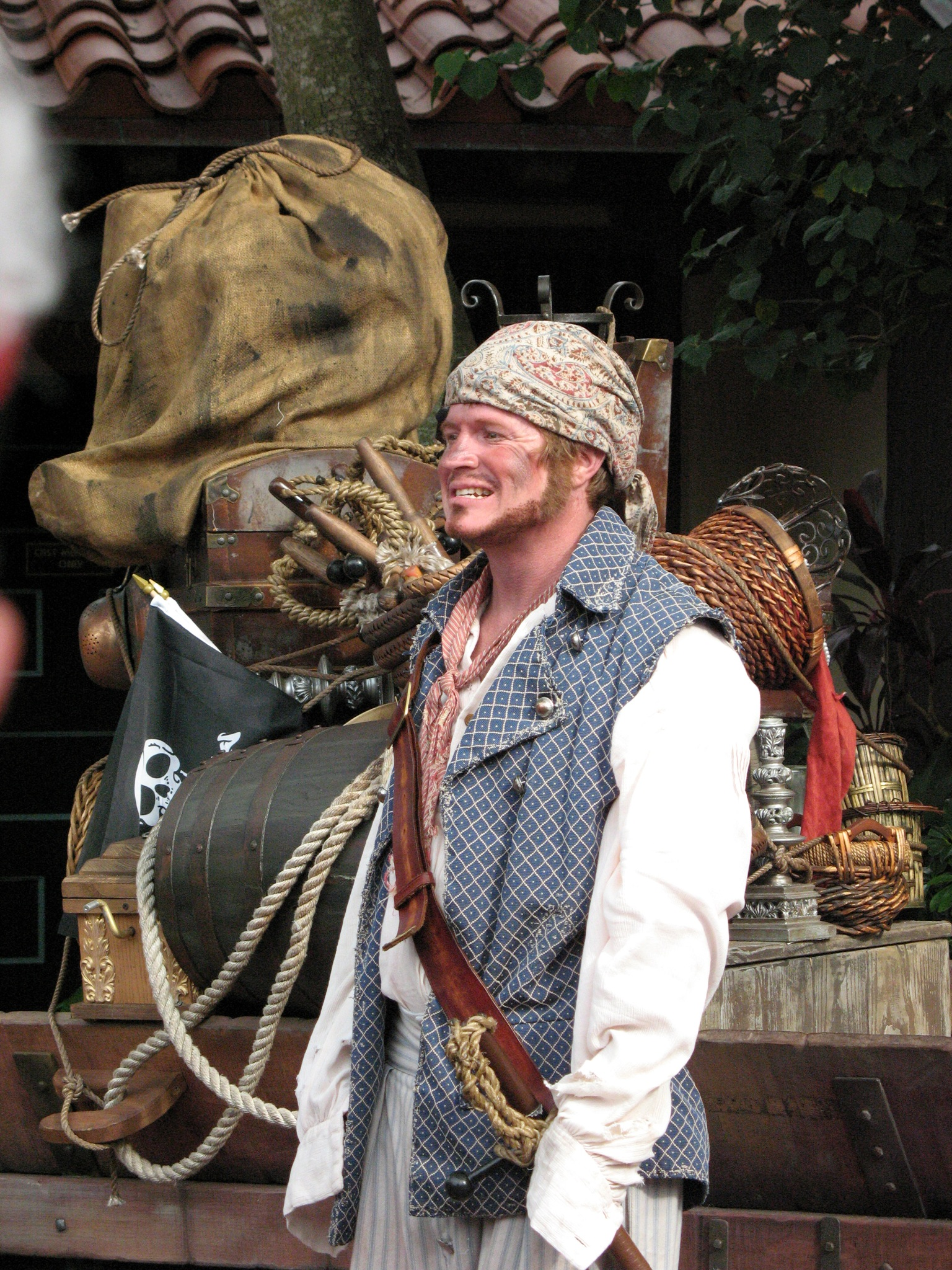
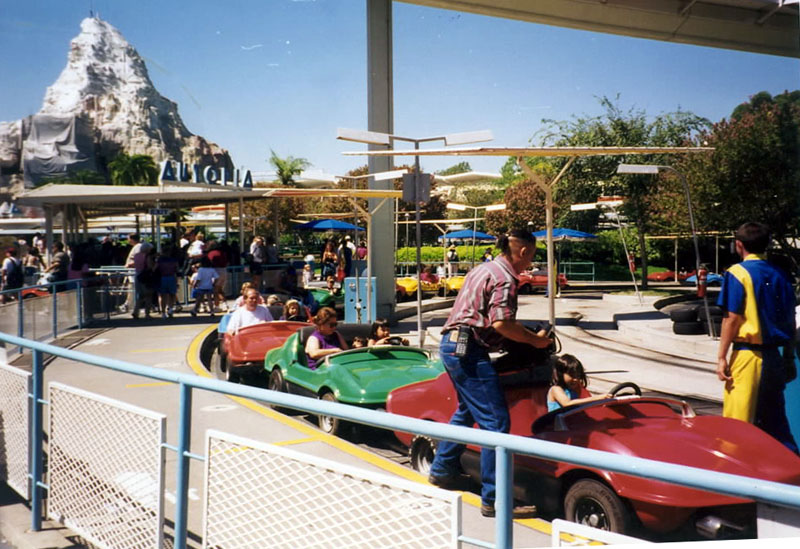